# A Tribe Called Red
Gli A Tribe Called Red, attualmente The Halluci Nation sono un gruppo musicale di musica elettronica canadese originario di Ottawa.

## Formazione
- Ian "DJ NDN" Campeau
- Dan "DJ Shub" General
- Bear Witness

## Discografia
- 2012 - A Tribe Called Red
- 2013 - Nation II Nation
- 2016 - We Are The Halluci Nation